# 三氯福司
三氯福司是一种有机化合物，化学式为C2H4Cl3O4P。它可由2,2,2-三氯乙醇和三氯氧磷反应制得，或通过磷酸三(2,2,2-三氯乙基)酯和磷酸反应制得。临床上用于镇静、催眠和抗惊厥作用。
三氯福司在美国已不再销售。